# 莫利紐茲問題
莫利紐茲問題（英語：Molyneux's Problem），一個有關於人類認知能力的思想實驗，由威廉·莫利紐茲提出，首次見於约翰·洛克的《人類理解論》一書中。簡單來說，這個問題是，如果一個人天生眼盲，但他可以透過觸覺來分辨不同的形狀，如圓形、或方形。假設他有一天恢復視力，在未接觸到物體之前，他能不能夠單純以視覺來分辨出不同的形狀？

## 歷代討論
經驗論者認為人類生來像是白紙，需要依靠經驗累積來形成認知。但是先天論者認為，人類先天就擁有認知能力。莫利紐茲問題，有助於釐清這個爭論。因此，如果先天的盲人在恢復視力之後，立即就能夠分辨形狀，就證明了先天論者的論點是正確的；反之，則證明了以視力分辨形狀，是後天學習得到的，因此經驗論者的觀點正確。

## 實驗
2003年，麻省理工學院教授普旺·辛哈（Pawan Sinha）及其團隊，在印度新德里展開實驗。他們找到5名，分別為8至17歲的實驗對象，他們出生即全盲。在經過手術治療後，恢復了視力。實驗的結果，在第一時間，他們不能夠單純以視覺來分辨杯子與花瓶之間形狀的差異。但經過一週之後，他們就擁有以視覺分辨形狀的能力。這項實驗顯示了人類腦部的可塑性超過先前學術界的判斷。

## 外部連結
- 莫利紐茲問題 （页面存档备份，存于）, 史丹福哲學大百科